# Henriksdals station
Henriksdals station är en station på Saltsjöbanan i Nacka kommun. Stationen öppnades 1 april 1894. Den fungerar sedan hösten 2016 som inre slutstation för Saltsjöbanan. Detta på grund av de omfattande arbetena med  projekt Slussen. Ett återupptagande av trafiken mellan Slussen och Henriksdal beräknas ske 2025. 
Stationen ligger 2,3 kilometer från ändstationen Slussen, och restiden därifrån är cirka 5 minuter med ersättningsbuss. Stationen har två spår med en plattform vid varje spår. Efter stationen kör tågen in i Henriksdalstunneln och vidare mot Sickla station. 
Tidigare fanns här även en bangård, godsskjul, lokstall, väntsal (byggd 1909) och ett stationshus, som revs 1963. Det fanns även två sidospår som gick in i Henriksdals reningsverk. Det finns inte mycket kvar av det gamla, bara en gammal plattform, en husgrund, några spår och en gammal stoppbock.
Plattformarna ligger helt inom Nacka kommun. Kommungränsen mot Stockholm går strax före gångvägen över spåren vid stationens västra ände.
SL:s stationssignatur är Hed.

## Bilder

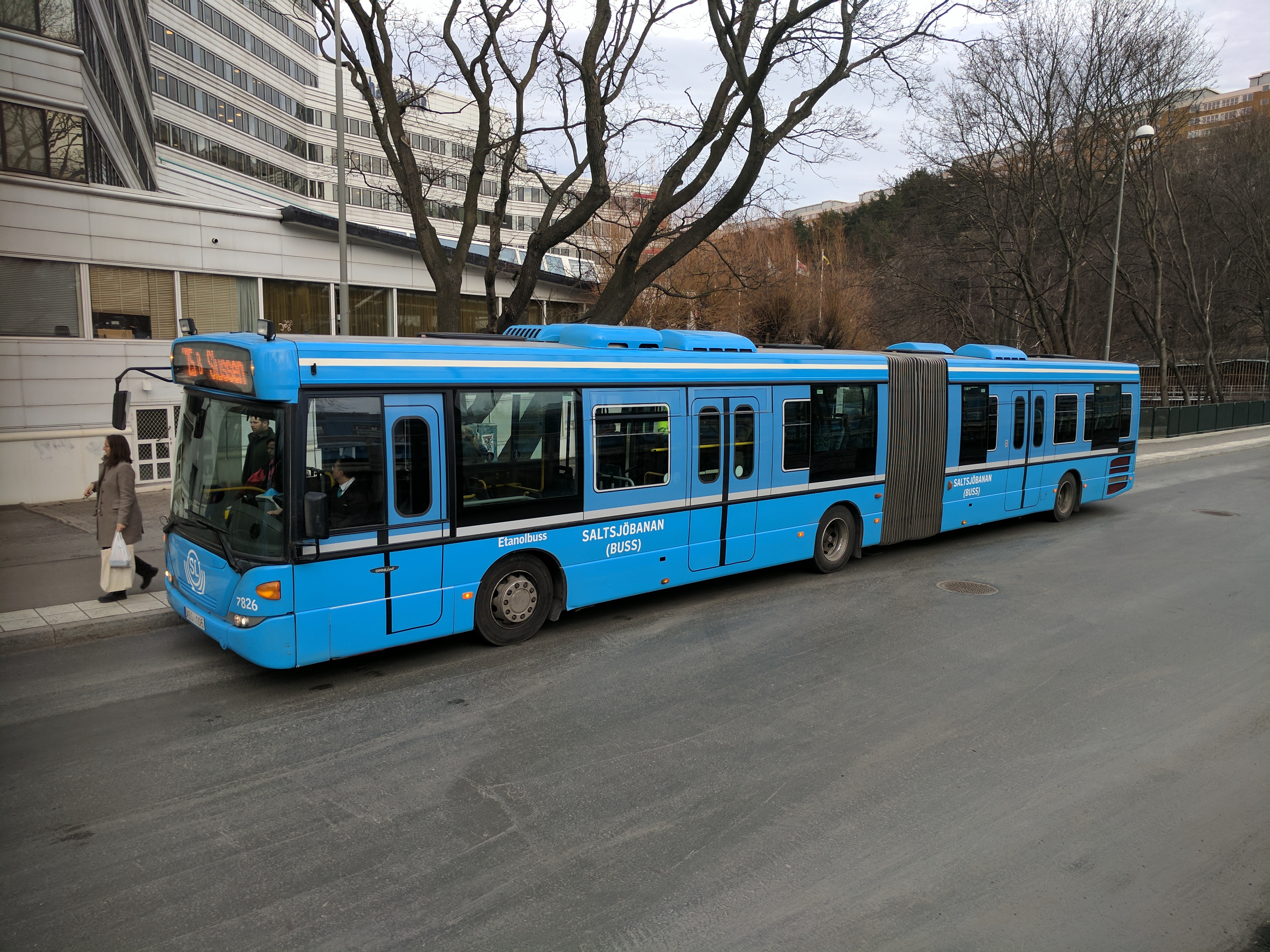
Ersättningsbuss för Saltsjöbanan
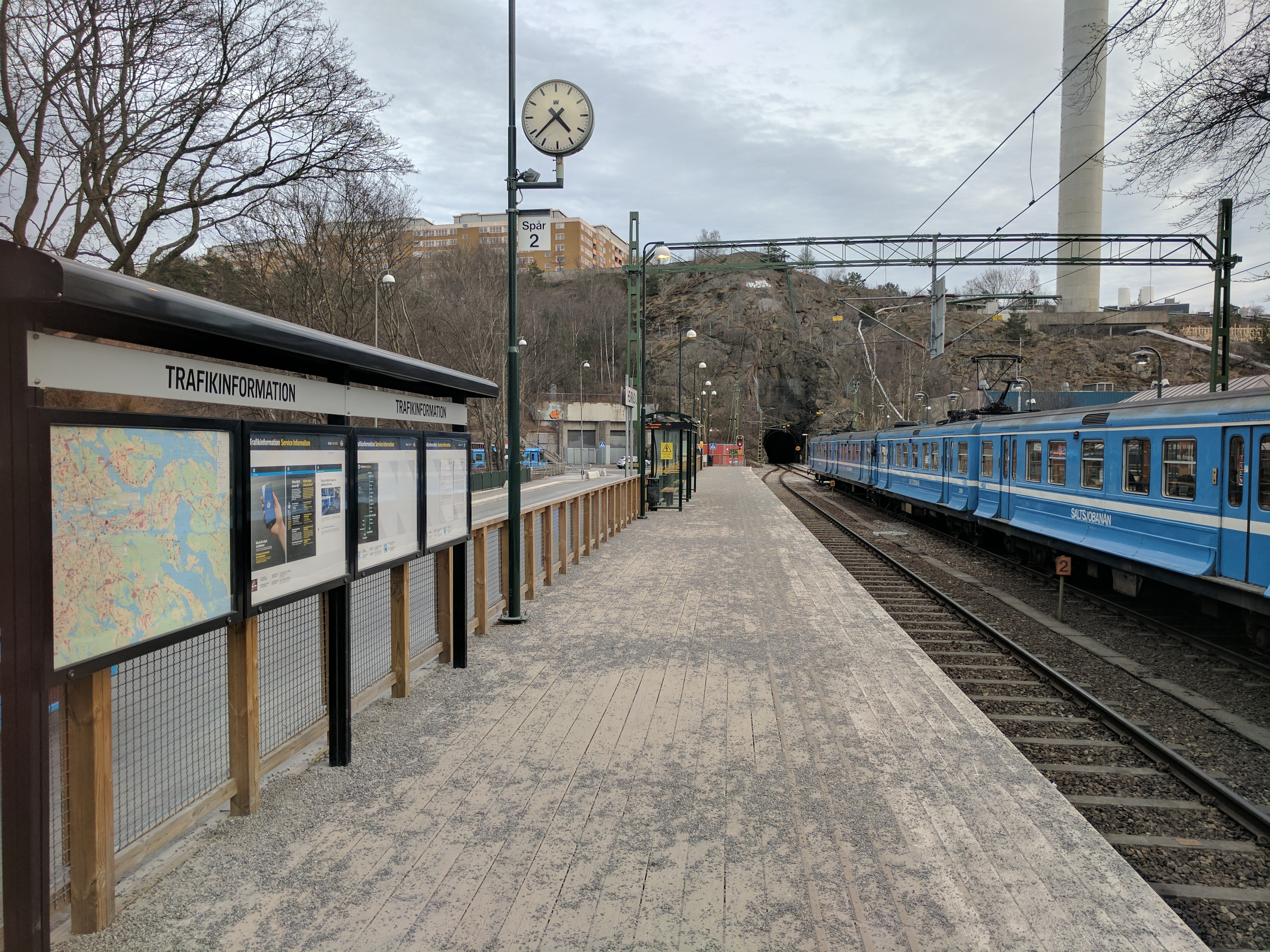
Perrongen
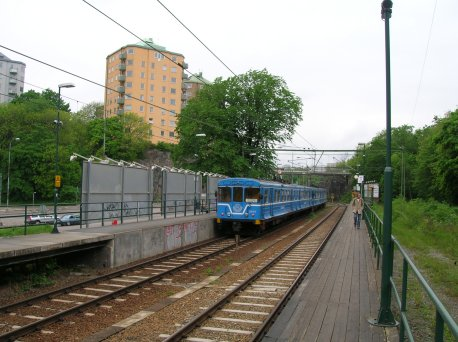
Ett tåg på väg mot Stockholm. I bakgrunden Danviksklippan.
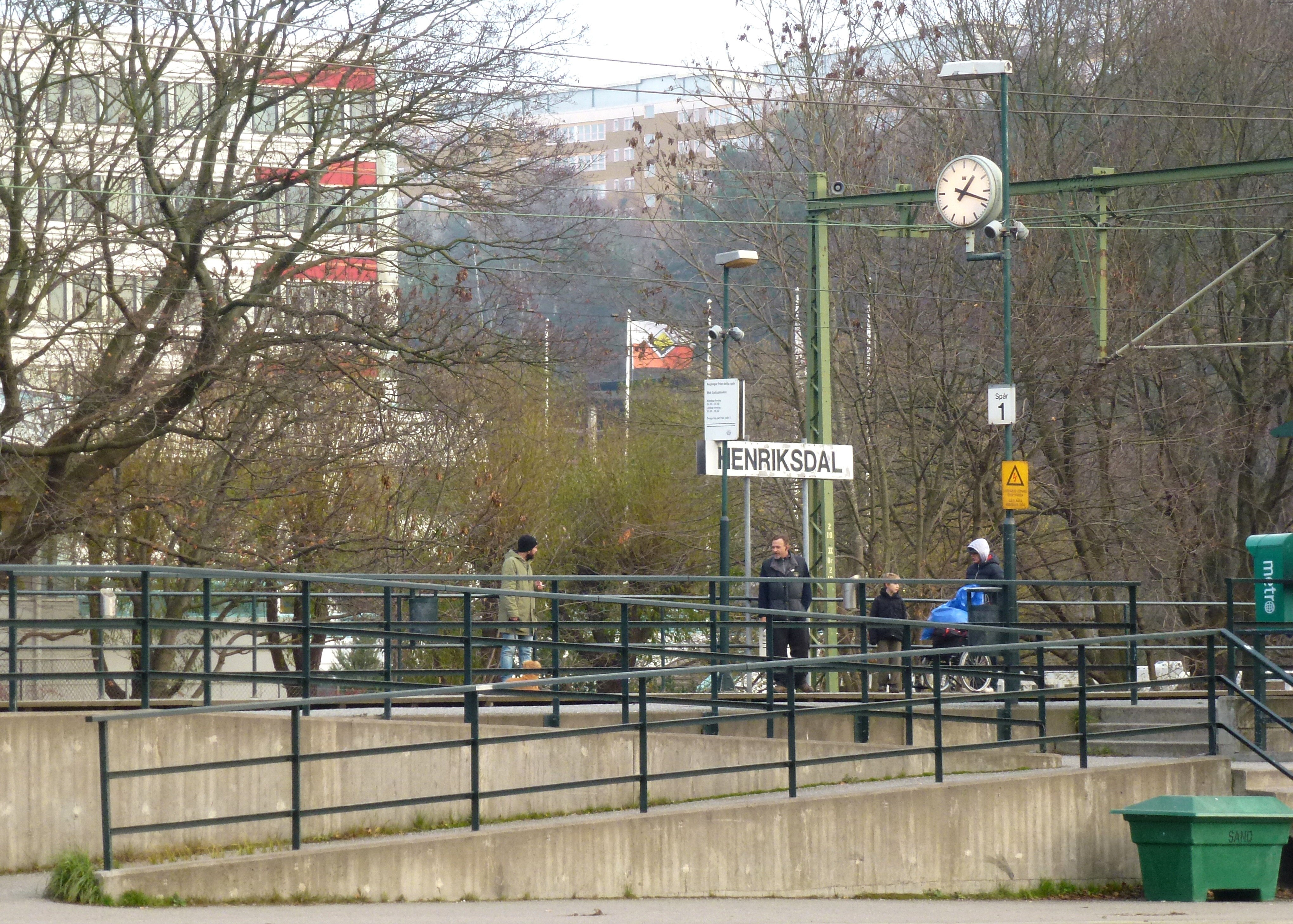
Stationen i november 2012.